# Hartmut Perschau

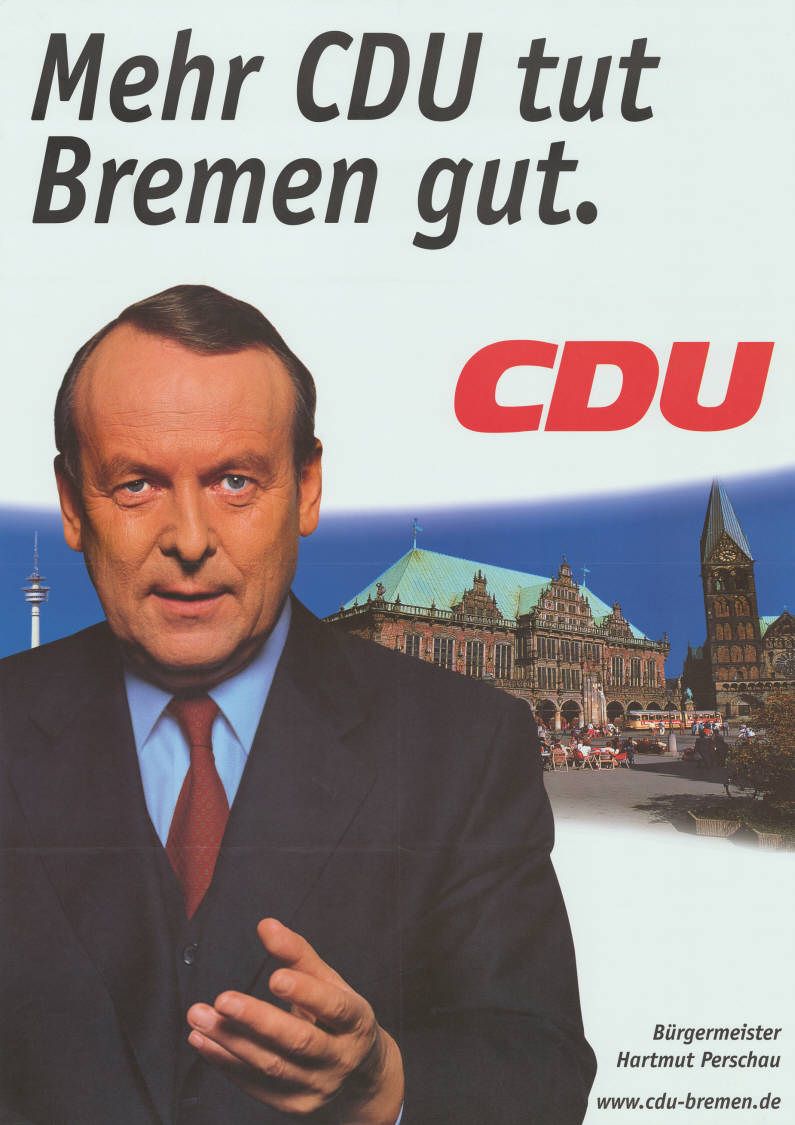
Hartmut Perschau auf einem Plakat zur Bremer Bürgerschaftswahl 1999

Hartmut Jörg Heinz Perschau (* 28. März 1942 in Danzig; † 25. Juli 2022 in Bremen) war ein deutscher Offizier und Politiker (CDU). Er war von 1974 bis 1989 Mitglied der Hamburgischen Bürgerschaft und dort 1980–1989 Vorsitzender der CDU-Fraktion; anschließend gehörte er von 1989 bis 1991 dem Europäischen Parlament an. Von 1991 bis 1993 war Perschau Innenminister des Landes Sachsen-Anhalt. In Bremen amtierte er 1995–1997 und 2003–2004 als Wirtschaftssenator, 1997–2003 als Senator für Finanzen sowie von 1997 bis 2004 als Bürgermeister und Stellvertretender Präsident des Senats. Von 2005 bis 2007 hatte er den Vorsitz der CDU-Fraktion in der Bremischen Bürgerschaft.

## Ausbildung und Beruf
Nach dem Abitur am Matthias-Claudius-Gymnasium in Hamburg im Jahr 1962 durchlief Hartmut Perschau eine Laufbahn als Berufsoffizier in der Bundeswehr, u. a. wurde er in der Panzergrenadierbrigade 17 verwendet. 1964 wurde er zum Leutnant befördert. Von 1966 bis 1969 diente er als Divisionsjugendoffizier für Öffentlichkeitsarbeit und politische Bildung im Range eines Oberleutnants in der 6. Panzergrenadierdivision. Zum Zeitpunkt seiner Versetzung in den einstweiligen Ruhestand im Jahr 1974 bekleidete er den Dienstgrad eines Majors als Kompaniechef. Er wurde dann bis zum Oberst der Reserve befördert.

## Politik in Hamburg

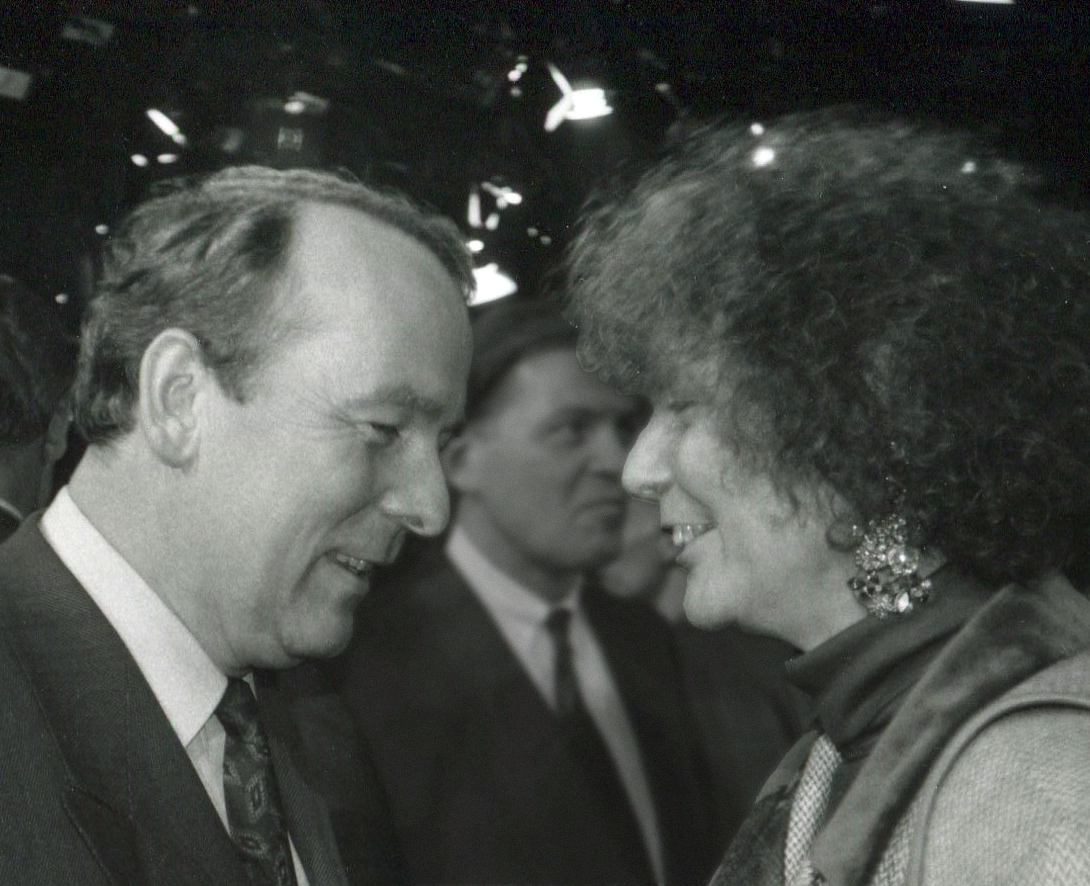
Hartmut Perschau im Gespräch mit dem Mitglied des Europäischen Parlaments Christa Randzio-Plath (SPD)

1970 trat Hartmut Perschau der CDU bei und war von 1975 bis 1980 Landesgeschäftsführer der CDU Hamburg. Vom 17. April 1974 bis zum 2. Oktober 1989 war er Mitglied der Hamburgischen Bürgerschaft. Dort war er von 1974 bis 1975 parlamentarischer Geschäftsführer, von 1976 bis 1980 stellvertretender Vorsitzender und von 1980 bis 1989 Vorsitzender der CDU-Bürgerschaftsfraktion. Von 1986 bis 1989 war er Vorsitzender der CDU/CSU-Fraktionsvorsitzendenkonferenz.
Perschau wurde 1986, 1987 und 1991 von seiner Partei zum Spitzenkandidaten bei den Wahlen zur Hamburgischen Bürgerschaft aufgestellt, unterlag aber zweimal den Amtsinhabern der SPD Klaus von Dohnanyi (1987) und Henning Voscherau (1991). Im Dezember 1986 wurde die CDU unter Perschaus Führung zwar stärkste Fraktion, es gelang jedoch weder ihm noch dem amtierenden Bürgermeister von Dohnanyi, eine regierungsfähige Mehrheit zu bilden („Hamburger Verhältnisse“), weshalb es im Juni 1987 zu Neuwahlen kam, die in eine SPD/FDP-Koalition mündeten.

## Politik im Europäischen Parlament
Ab dem 25. Juli 1989 war Hartmut Perschau Mitglied des Europäischen Parlaments in dessen dritter Wahlperiode. Er saß dort in der christdemokratischen EVP-Fraktion, war Mitglied des Ausschusses für Entwicklung und Zusammenarbeit sowie stellvertretender Vorsitzender der Delegation bei der Paritätischen Versammlung des AKP-EWG-Abkommens. Perschau legte sein Mandat am 10. Juli 1991 nieder, um in die Landesregierung von Sachsen-Anhalt einzutreten.

## Politik in Sachsen-Anhalt
Am 11. Juli 1991 wurde Hartmut Perschau von Ministerpräsident Werner Münch (CDU) zum Minister des Innern in der neuen Regierung des Landes Sachsen-Anhalt ernannt. Nachdem Werner Münch im Zuge der „Gehälteraffäre“ am 28. November 1993 seinen Rücktritt erklärt hatte, schied Perschau am 15. Dezember 1993 mit dem Amtsantritt der Nachfolgeregierung unter Christoph Bergner (CDU) aus seinem Regierungsamt aus.
Von 1994 bis 1995 war Perschau 1. stellvertretender Landesvorsitzender der CDU Sachsen-Anhalt und von 1991 bis 1995 Kreisvorsitzender der CDU im Altmarkkreis Salzwedel.

## Politik in Bremen
Nach der Bremischen Bürgerschaftswahl 1995 bildeten SPD und CDU eine Große Koalition mit Henning Scherf (SPD) als Bürgermeister und Präsident des Senats. Die Große Koalition wurde nach den Bürgerschaftswahlen 1999 und 2003 fortgeführt (Perschau trat bei diesen Wahlen jeweils als Spitzenkandidat der Bremer CDU an) und endete erst 2007 mit der Amtsübernahme der ersten rot-grünen Bremer Landesregierung unter Scherfs Nachfolger im Bürgermeisteramt Jens Böhrnsen (SPD).
In der großen Koalition in Bremen fungierte Perschau vom 4. Juli 1995 bis zum 8. Oktober 1997 als Senator für Wirtschaft, Mittelstand, Technologie und Europaangelegenheiten. Nach dem Rücktritt von Ulrich Nölle (CDU) übernahm Perschau am 17. September 1997 dessen bisherige Ämter als Bürgermeister und Senator für Finanzen. Die ebenfalls von Nölle übernommene Funktion als Vorsitzender der Senatskommission für das Personalwesen endete am 31. Dezember 1999 mit der Gründung von Performa Nord als Eigenbetrieb des Landes Bremen für Personal-, Verwaltungs- und Servicedienstleistungen.
Ab dem 4. Juli 2003 war Perschau Bürgermeister, Senator für Kultur und Senator für Wirtschaft und Häfen. Am 13. Juli 2004 schied er nach neun Jahren Regierungstätigkeit in Bremen aus gesundheitlichen Gründen aus dem Senat aus und nahm ab dem 16. Juli 2004 sein Mandat als Abgeordneter in der Bremischen Bürgerschaft wahr.
Bereits am 23. Mai 2005 übernahm Perschau wieder eine herausgehobene Funktion in der Bremer Landespolitik und wurde als Nachfolger von Jörg Kastendiek zum Vorsitzenden der CDU-Bürgerschaftsfraktion gewählt. Nach der Bürgerschaftswahl 2007 übernahm Perschau kurzzeitig erneut den Fraktionsvorsitz und gab ihn am 2. Juli 2007 an den CDU-Spitzenkandidaten Thomas Röwekamp ab, der gemäß Artikel 108 der Landesverfassung der Freien Hansestadt Bremen erst aus dem Senat ausscheiden musste, um sein Bürgerschaftsmandat wahrnehmen zu können.
Im Mai 2007 kritisierte Perschau während des Bürgerschaftswahlkampfes in Zusammenarbeit mit der Bild-Zeitung, dass die ehemalige RAF-Terroristin Susanne Albrecht als Lehrerin an einer Bremer Grundschule eines freien Trägers unterrichtete. Unterstützung erhielt er dabei von seinem CDU-Parteifreund Wolfgang Bosbach. Matthias Güldner von Bündnis 90/Die Grünen sprach von „populistischer Schaumschlägerei in der Öffentlichkeit“ und einer „besonders widerlichen Form des Wahlkampfs“.
Von 2000 bis 2010 war Hartmut Perschau stellvertretender Landesvorsitzender der CDU Bremen. Zum 31. Dezember 2009 legte er sein Bürgerschaftsmandat nieder und zog sich aus der aktiven Landespolitik zurück.

## Bundesversammlung
Hartmut Perschau nahm 1979, 1984 und 1989 auf Vorschlag der CDU-Fraktion in der Hamburgischen Bürgerschaft, 1994 auf Vorschlag der CDU-Fraktion im Landtag von Sachsen-Anhalt sowie 1999 und 2004 auf Vorschlag der CDU-Fraktion in der Bremischen Bürgerschaft als Mitglied der Bundesversammlung an den Wahlen des Bundespräsidenten der Bundesrepublik Deutschland teil.

## Mitglied des Bundesrates
Hartmut Perschau gehörte dem Bundesrat als Mitglied der Landesregierung von Sachsen-Anhalt vom 11. Juli 1991 bis zum 15. Dezember 1993 als stellvertretendes Mitglied an. Als Mitglied des Bremer Senats war er vom 4. Juli 1995 bis zum 17. September 1997 stellvertretendes Mitglied und vom 17. September 1997 bis zum 13. Juli 2004 ordentliches Mitglied des Bundesrates.

## Familienstand
Perschau war ab 1972 verheiratet. Aus der Ehe gingen zwei Kinder hervor.